# مايكل غيفارا
مايكل غيفارا (بالإسبانية: Michael Guevara)‏ (10 يونيو 1984 بليما في بيرو - ) هو مدرب كرة قدم ولاعب كرة قدم بيروفي في مركز الوسط. شارك مع منتخب بيرو لكرة القدم. أما مع النوادي، فقد لعب مع أونس كالداس والجامعي دي بيرو وخوان أوريتش وياغيلونيا بياويستوك واتحاد هوارال وClub Deportivo Universidad de San Martín de Porres ‏ وسيزار فاليجو ‏ وسبورت بويز وColegio Nacional Iquitos ‏.

## روابط خارجية
- مايكل غيفارا على موقع قاعدة بيانات كرة القدم.إي يو (الإنجليزية)
- مايكل غيفارا على موقع ناشيونال فوتبول تيمز (الإنجليزية)